# 巴特格莱兴贝格
巴特格莱兴贝格是奥地利施蒂利亚州费尔德巴赫县的一个市镇。总面积13.7平方公里，总人口2100人，人口密度153.3人/平方公里（2001年）。